# الجبانة (بعدان)

تعديل مصدري - تعديل

الجبانة محلة تابعة لقرية العسلة، التابعة لعزلة دلال بمديرية بعدان إحدى مديريات محافظة إب في الجمهورية اليمنية، بلغ تعداد سكانها 144 حسب تعداد اليمن لعام 2004.